# 1569년

## 연호
- 명(明) 융경(隆慶) 3년
- 일본(日本) 에이로쿠(永禄) 12년
- 후 레 왕조(後黎朝) 찐찌(正治) 12년
- 막 왕조(莫朝) 숭캉(崇康) 2년

## 기년
- 류큐(琉球) 쇼겐왕(尚元王) 14년
- 명(明) 목종 융경제(穆宗 隆慶帝) 3년
- 조선(朝鮮) 선조(宣祖) 2년
- 후 레 왕조(後黎朝) 영종(英宗) 13년
- 막 왕조(莫朝) 막머우헙(莫茂洽) 5년

## 사건
- 11월 - 제14대 선조의 생부 덕흥군과 생모 하동군부인을 각각 덕흥대원군 및 하동부대부인으로 추존.

## 탄생
- 6월 15일 - 조선의 문신, 의사, 관료 이희헌. (~1651년)
- 12월 10일 - 조선의 소설가, 문신 허균. (~1618년)

### 미상
- 조선 중기의 문신 박지혜. (~1635년)